# ONE FC 1
ONE FC 1: Champion vs. Champion（ワン・エフシー・ワン：チャンピオン・バーサス・チャンピオン、別名ONE FC 1）は、シンガポールの総合格闘技団体「ONE FC」の大会の一つ。2011年9月3日、シンガポール・カランのシンガポール・インドア・スタジアムで開催された。

## 大会概要
旗揚げ戦となった本大会では日本から吉田善行が出場した。

## 試合結果
| 試合                 | 階級         | 勝者                       | 敗者                   | 試合結果                            |
| -------------------- | ------------ | -------------------------- | ---------------------- | ----------------------------------- |
| プレリミナリーカード |              |                            |                        |                                     |
| 1                    | バンタム級   | レアンドロ・イッサ         | キム・スーチョル       | 3R終了 判定3-0                      |
| 2                    | バンタム級   | ヨーサナン・シッチョートン | ダニエル・マシャメイテ | 2R 0:14 TKO（膝蹴り）               |
| 3                    | ライト級     | ヴィシール・コロッサ       | マ・インユ             | 1R 0:49 TKO（パンチ連打）           |
| 4                    | フライ級     | ラディム・レイマン         | スソバン・ゴーシュ     | 1R 3:18 TKO（パンチ連打）           |
| 5                    | 72.6kg契約   | エディ・アング             | ヤン・チュンボ         | 1R 0:45 KO（パンチ連打）            |
| メインカード         |              |                            |                        |                                     |
| 6                    | ライト級     | ゾロバベル・モレイラ       | アンディ・ウォン       | 2R 1:59 TKO（打撃）                 |
| 7                    | ウェルター級 | グレゴー・グレイシー       | キム・ソクモ           | 3R終了 判定3-0                      |
| 8                    | フェザー級   | エリック・ケリー           | ミッチ・チルソン       | 1R 3:10 TKO（リアネイキドチョーク） |
| 9                    | 79.5kg契約   | 吉田善行                   | フィル・バローニ       | 3R終了 判定3-0                      |
| 10                   | ライト級     | エドゥアルド・フォラヤン   | クォン・アソル         | 3R終了 判定3-0                      |